# Orsinigobius punctatissimus
Il panzarolo o ghiozzetto striato o Ghiozzetto dei fontanili (Orsinigobius punctatissimus Canestrini, 1864) è un pesce d'acqua dolce appartenente alla famiglia dei Gobidae ed all'ordine dei Perciformes.

## Distribuzione e habitat
È endemico dell'Italia nord orientale, da Piemonte al Friuli. In Emilia-Romagna è localizzato in alcuni ambienti in provincia di Reggio Emilia e in provincia di Parma. Nel bacino del Fiume Ticino è stato rinvenuto presso poche località. Una popolazione isolata si ritrova nel fiume Matica nella Dalmazia croata.
Il suo ambiente sono le risorgive ovvero acque pure, limpide, ossigenate, con corrente ridotta o assente, temperatura costante nel corso dell'anno, fondi sabbiosi e ricchezza di piante acquatiche.
Le popolazioni precedentemente ascritte a questa specie nei Balcani occidentali (Bacino della Neretva) sono attualmente considerate specie a sé col nome di Orsinigobius croaticus.

## Descrizione
È un tipico membro della famiglia Gobidae, con testa molto grande, occhi grandi e ravvicinati, pinne ventrali riunite a formare una ventosa.
Il profilo dorsale è rettilineo, la bocca è molto grande ed in posizione obliqua quasi verticale (raggiunge il bordo dell'occhio).
La colorazione è molto diversa tra maschio e femmina, il maschio ha colore grigiastro o giallastro sui fianchi con 10-15 fasce verticali brune e punteggiature scure fittissime sui fianchi, inoltre ha un'evidente macchia scura sulla prima dorsale, la femmina è priva della macchia sulla pinna ed ha sui fianchi macchie e fasce scure molto meno definite.
È uno dei pesci più piccoli della nostra fauna, infatti le dimensioni massime si aggirano sui 5 cm mentre la media è tra i 2 ed i 4 cm.

## Riproduzione
La deposizione avviene per tutta la primavera, il maschio delimita un territorio e prepara un nido in cui attira la partner. Le uova sono adesive ed aderiscono alle canne, sorvegliate dal maschio. Gli avannotti vivono in superficie fino all'età di un mese dopo di che vanno assumono abitudini bentoniche.

## Alimentazione
Si nutre di piccolissimi invertebrati bentonici tra cui crostacei isopodi ed anfipodi e larve.

## Conservazione
Il panzarolo è minacciato sia dalla distruzione del suo habitat naturale che dagli eccessivi emungimenti di acqua (che fanno abbassare il livello di falda delle risorgive). Anche le immissione di pesci predatori (ad esempio trote) influenzano negativamente la sua sopravvivenza. Il suo areale si è molto ridotto.